# 中島みゆき 2020ラスト・ツアー「結果オーライ」
『中島みゆき 2020ラスト・ツアー「結果オーライ」』（なかじまみゆき 2020ラストツアー「けっかオーライ」）は、2022年2月2日にヤマハミュージックコミュニケーションズから発売された中島みゆきのライブ・アルバム。

## 背景
今作は、中島みゆきが2020年1月12日 - 2月26日まで行われたコンサート・ツアー『中島みゆき 2020ラスト・ツアー結果オーライ』から収録している。このツアーは新型コロナウイルス感染症の拡大を受け、10都市11会場24公演を予定していたが、8公演のみで終了。さらに、このラスト・ツアーの再開はないことが発表され、“幻のラスト・ツアー”となった。

## 制作
中島の音楽プロデューサーである瀬尾一三は、2月28日以降の日程がストップし代替案を模索していたが全てがダメになってしまい、残りの全公演中止を判断した時には『未消化で終わってしまうこのツアーをどうすればいいんだろう』とそればかりを考えていたという。
意図せず、ラストツアーの初日から全部マルチトラックレコーディングとして記録が残っていたといい、瀬尾は中島に「とにかく一度聴いてみてくれ」とマルチトラックを渡し、2020年12月に『ツアーの決着のつけ方』についての会談が行われ、瀬尾は「新型コロナが収まった2021年か2022年に、同じ内容のツアーをもう1回やりますか？」と中島に訊いたところ「同じセットリストで同じライブを再開するのは如何なものでしょう。ライブに来られなかった人のためにも音源を発表して終わりにしませんか」と返答したという。2021年の春に制作が開始され、夏から中島も制作に携わり、リリース直前の11月末に最終的なOKが出たという。

## リリース
2022年2月2日に、ヤマハミュージックコミュニケーションズから初回盤2種と通常盤の計3形態でリリースされた。中島のアルバムとしては初めて、Blu-spec CD2が採用された。
初回盤に同梱されているBlu-rayやDVDには、楽屋映像や、ツアーの最後となった大阪公演、中島みゆきが舞台で歌っている姿が収められている。また、初回特典映像に収録されなかった"未公開映像"の「宙船」「麦の唄」「永遠の嘘をついてくれ」「はじめまして」の4曲は、中島みゆきのファンクラブ「でじなみ」に二週間限定で入れ替わりに配信された。

## 収録曲
| 全作詞・作曲: 中島みゆき、全編曲: 瀬尾一三。 |                        |            |            |      |
| #                                            | タイトル               | 作詞       | 作曲・編曲 | 時間 |
| 1.                                           | 「一期一会」           | 中島みゆき | 中島みゆき | 5:52 |
| 2.                                           | 「アザミ嬢のララバイ」 | 中島みゆき | 中島みゆき | 2:41 |
| 3.                                           | 「悪女」               | 中島みゆき | 中島みゆき | 3:03 |
| 4.                                           | 「浅い眠り」           | 中島みゆき | 中島みゆき | 4:57 |
| 5.                                           | 「糸」                 | 中島みゆき | 中島みゆき | 4:21 |
| 6.                                           | 「ローリング」         | 中島みゆき | 中島みゆき | 3:47 |
| 7.                                           | 「最後の女神」         | 中島みゆき | 中島みゆき | 4:49 |
| 8.                                           | 「流星」               | 中島みゆき | 中島みゆき | 4:58 |
| 9.                                           | 「齢寿天任せ」         | 中島みゆき | 中島みゆき | 5:39 |
| 合計時間:                                    | 合計時間:              | 40:07      |            |      |

| 全作詞・作曲: 中島みゆき、全編曲: 瀬尾一三。 |                                |            |            |      |
| #                                            | タイトル                       | 作詞       | 作曲・編曲 | 時間 |
| 1.                                           | 「離郷の歌」                   | 中島みゆき | 中島みゆき | 6:15 |
| 2.                                           | 「この世に二人だけ」           | 中島みゆき | 中島みゆき | 3:42 |
| 3.                                           | 「ナイトキャンプ・スペシャル」 | 中島みゆき | 中島みゆき | 3:26 |
| 4.                                           | 「宙船(そらふね)」             | 中島みゆき | 中島みゆき | 3:23 |
| 5.                                           | 「あたいの夏休み」             | 中島みゆき | 中島みゆき | 3:28 |
| 6.                                           | 「麦の唄」                     | 中島みゆき | 中島みゆき | 4:55 |
| 7.                                           | 「永遠の嘘をついてくれ」       | 中島みゆき | 中島みゆき | 4:28 |
| 8.                                           | 「慕情」                       | 中島みゆき | 中島みゆき | 6:57 |
| 9.                                           | 「誕生」                       | 中島みゆき | 中島みゆき | 9:29 |
| 10.                                          | 「人生の素人」                 | 中島みゆき | 中島みゆき | 4:49 |
| 11.                                          | 「土用波」                     | 中島みゆき | 中島みゆき | 4:19 |
| 12.                                          | 「はじめまして」               | 中島みゆき | 中島みゆき | 4:18 |
| 合計時間:                                    | 合計時間:                      | 59:29      |            |      |

| #  | タイトル                                                                | 作詞 | 作曲・編曲 |
| -- | ----------------------------------------------------------------------- | ---- | ---------- |
| 1. | 「中島みゆき 2020 ラスト・ツアー「結果オーライ」 ライヴ・ドキュメント」 |      |            |

## 演奏者
- Vocal：中島みゆき
- Conductor, Keyboards：小林信吾
- Keyboards：十川ともじ
- Keyboards, Saxophones：中村哲
- Keyboards, Manipulation：飯塚啓介
- Drums：島村英二
- Bass：富倉安生
- Guitars：古川望
- Vocal, Guitar：宮下文一
- Vocal：石田匠, 杉本和世, 相曾晴日
- Violin：田島華乃, 越川歩, 大嶋世菜
- Cello：友納真緒, 島津由美